# Alte Allee 46 (München)

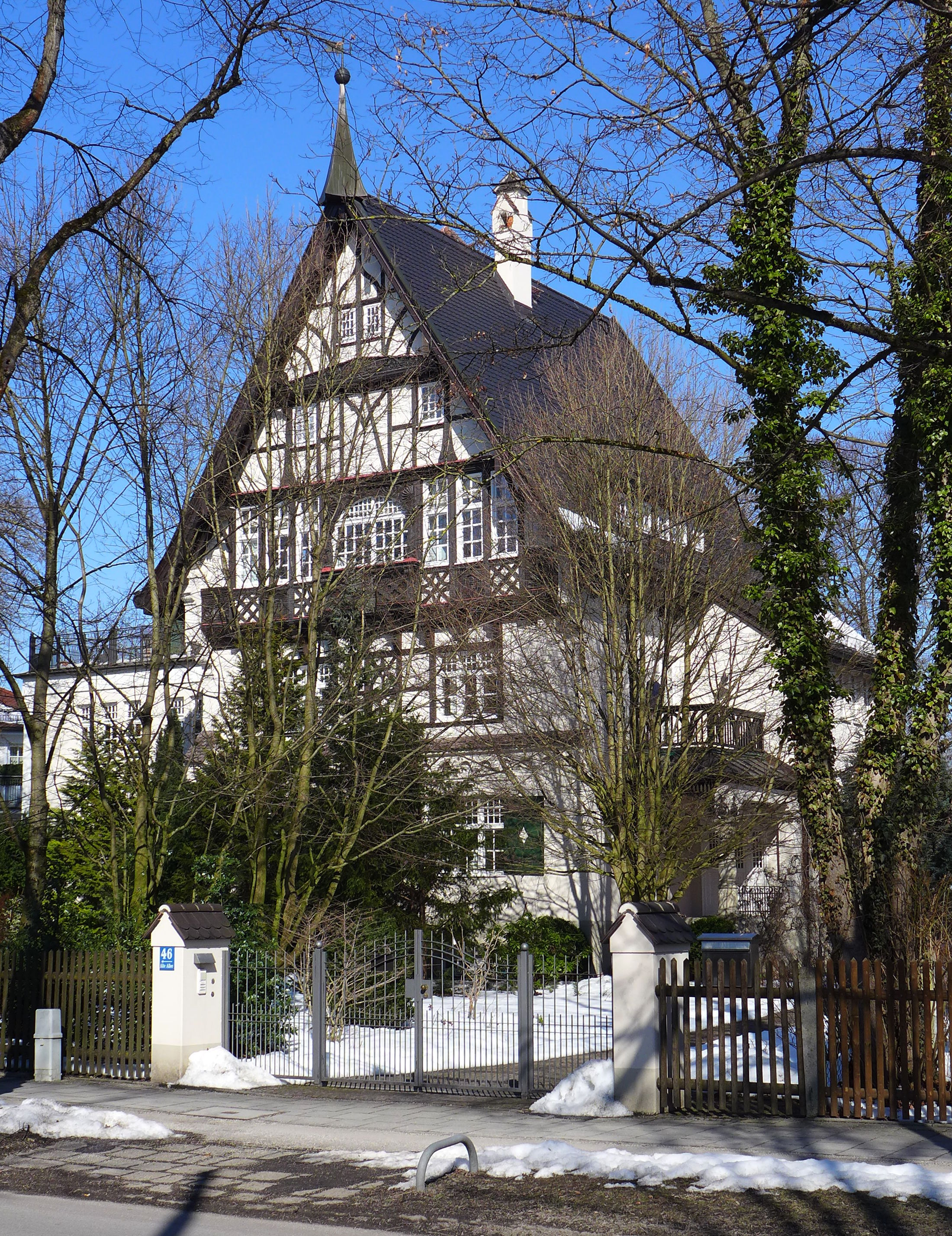
Haus Alte Allee 46 im Stadtteil Obermenzing von München

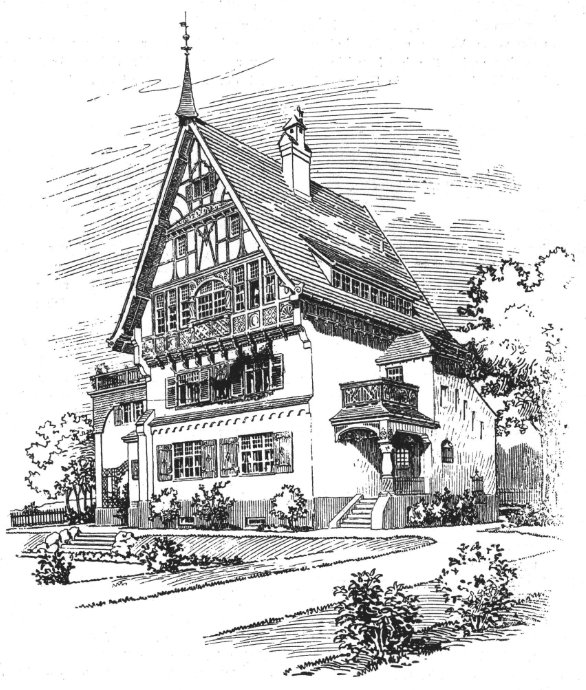
Zeichnung aus Allgemeine Bauzeitung (Wien 1905, S. 40)

Das Haus Alte Allee 46 im Stadtteil Obermenzing der bayerischen Landeshauptstadt München wurde 1898 errichtet. Das Wohnhaus in der Alten Allee, das zur Villenkolonie Pasing II gehört, ist ein geschütztes Baudenkmal.
Das dreigeschossige Gebäude mit zwei Dachgeschossen wurde im altdeutschen Stil mit Fachwerkobergeschossen nach Plänen des Architekten Johann Christoph Gewin erbaut.